# Festuca humilior
Festuca humilior är en gräsart som beskrevs av Christian Gottfried Daniel Nees von Esenbeck och Franz Julius Ferdinand Meyen. Festuca humilior ingår i släktet svinglar, och familjen gräs. Inga underarter finns listade i Catalogue of Life.